# Bệnh viện Quân y 175
Bệnh viện Quân y 175 trực thuộc Bộ Quốc phòng Việt Nam, là bệnh viện tuyến cuối của quân đội ở khu vực phía nam, có nhiệm vụ khám chữa bệnh cho cán bộ chiến sỹ quân đội, cán bộ cấp cao Đảng - Nhà nước, và các đối tượng khác.

## Lịch sử phát triển
- Ngay sau khi miền Nam hoàn toàn giải phóng, ngày 26/5/1975,  Bệnh viện Quân y 175 được thành lập trên cơ sở hợp nhất 3 Quân y viện và một số đội điều trị thuộc  Cục hậu cần Quân giải phóng miền Nam, với tên gọi ban đầu là: Viện Quân y 175 (phiên hiệu hợp thành bởi số đầu của 3 bệnh viện: K.116, K.72, K.59) phát triển thành Bệnh viện Quân y 175 ngày nay.

- Từ tháng 5/1975 - 9/1977: Viện Quân y 175 hình thành làm nhiệm vụ tiếp nhận, cứu chữa thương binh, bệnh binh và giải quyết di chứng vết thương chiến tranh, từng bước xây dựng thành bệnh viện tuyến cuối của Quân đội phía Nam.
- Từ tháng 9/1977 - 12/1989: Phục vụ chiến đấu bảo vệ Tổ quốc ở biên giới Tây Nam, và làm nhiệm vụ Quốc tế tại Cam-pu-chia, tiếp tục xây dựng Bệnh viện theo hướng Cách mạng, chính quy, tinh nhuệ, từng bước hiện đại.
- Từ 1990 - 2000: Đổi mới toàn diện, vững chắc, xây dựng Bệnh viện làm nhiệm vụ Bệnh viện tuyến cuối, trung tâm y học Quân sự ở phía Nam. Tham gia chương trình y tế chuyên sâu của ngành Y tế Nhà nước.
- Từ 2001 - 2005: Xây dựng chuẩn Bệnh viện loại A, tuyến cuối, trung tâm nghiên cứu y học Quân sự của Bộ Quốc phòng ở phía Nam trong thời kỳ đẩy mạnh công nghiệp hóa, hiện đại hóa.

- Với bề dày lịch sử và truyền thống, Trải qua quá trình hình thành và phát triển, dưới sự lãnh đạo và chỉ huy trực tiếp của Tổng cục Hậu cần trước đây, nay là Bộ Quốc phòng, các thế hệ cán bộ, y bác sỹ đã làm nên những kỳ tích, xây dựng Bệnh viện Quân y 175 ngày nay trở thành một trong những bệnh viện đa khoa chuyên sâu lớn mạnh nhất khu vực Miền Nam[2].

## Lãnh đạo hiện nay
- Giám đốc, Phó Bí thư Đảng ủy: Thiếu tướng, TS.TTND. Trần Quốc Việt
- Phó Giám đốc, Bí thư Đảng ủy: Thiếu tướng, PGS.TS.TTND Lê Quang Trí
- Phó Giám đốc Nghiên cứu khoa học: Đại tá, GS.TS.BS Nguyễn Văn Ba
- Phó Giám đốc Ngoại: Đại tá, TS.TTƯT Nguyễn Việt Cường
- Phó Giám đốc Nội: Thượng tá, TS.BS Đào Đức Tiến
- Phó Giám đốc Kế hoạch: Đại tá, TS.TTƯT Bùi Đức Thành
- Phó Giám đốc Bệnh viện kiêm Giám đốc Viện Chấn thương chỉnh hình: Đại tá, TS.BS. Phan Đình Mừng

## Tổ chức Đảng

### Tổ chức chung
Từ năm 2006 thực hiện chế độ Chính ủy, Chính trị viên trong Quân đội. Tổ chức Đảng bộ trong Bệnh viện Quân y 175 theo phân cấp như sau:
- Đảng bộ Bệnh viện Quân y 175 là cao nhất.
- Đảng bộ các Khoa trực thuộc Bệnh viện Quân y 175
- Chi bộ các Phòng, ban cơ quan đơn vị trực thuộc Bệnh viện Quân y 175

### Thành phần
Về thành phần của Đảng ủy Bệnh viện Quân y 175 thường bao gồm như sau:
1. Bí thư: Phó Giám đốc
2. Phó Bí thư: Giám đốc

Ban Thường vụ
1. Ủy viên Thường vụ: Phó Giám đốc
2. Ủy viên Thường vụ: Phó Giám đốc
3. Ủy viên Thường vụ: Chủ nhiệm chính trị

Ban Chấp hành Đảng bộ
1. Đảng ủy viên: Phó Giám đốc
2. Đảng ủy viên: Chủ nhiệm Chính trị
3. Đảng ủy viên: Trưởng phòng Kế hoạch - Tổng hợp
4. Đảng ủy viên: Trưởng phòng Hậu cần - Kỹ thuật
5. Đảng ủy viên: Trưởng phòng Điều dưỡng
6. Đảng ủy viên: Trưởng phòng Tài chính
7. Đảng ủy viên: Chủ nhiệm Khoa
8. Đảng ủy viên: Chủ nhiệm Khoa
9. Đảng ủy viên: Chủ nhiệm Khoa
10. Đảng ủy viên: Chủ nhiệm Khoa
11. Đảng ủy viên: Chủ nhiệm Khoa

## Tổ chức khoa phòng ban

### Cơ quan
- Phòng Chính trị; Phụ trách: Đại tá Nguyễn Văn Quân
- Ủy ban kiểm tra; Phó chủ nhiệm: Đại tá Phan Duy Trung
- Phòng Kế hoạch - Tổng hợp; Trưởng phòng: Thượng tá, BS. Nguyễn Văn Thanh
- Phòng Tham mưu - Hành chính; Trưởng phòng: Đại tá Bùi Phú Tuệ
- Phòng Tài chính; Trưởng phòng: Đại tá Nguyễn Hùng Cường
- Phòng Hậu cần - Kỹ thuật; Chủ nhiệm: Đại tá Nguyễn Minh Tự
- Phòng Điều dưỡng; Trưởng phòng: TS. Cam Ngọc Thúy
- Trung tâm Huấn luyện - Đào tạo; Phó Giám đốc: Trung tá, BSCKII. Hồ Ngọc Điệp
- Phòng Khoa học Quân sự; Trưởng phòng: Trung tá, TS.BSCKII. Trần Đăng Khoa
- Ban Quân lực; Trưởng ban: Đại tá Phan Văn Thăng
- Ban Quản lý Nhà tang lễ Quốc gia phía Nam; Trưởng ban: Đại tá Đặng Hồng Quân
- Ban Quản lý chất lượng; Trưởng ban: Trung tá Trần Minh Tuấn
- Ban Công tác xã hội; Trưởng ban: Thượng tá Trần Thành Miên
- Ban Công nghệ thông tin; Trưởng ban: Đại úy Nguyễn Vũ Minh Duy
- Ban Quản lý dự án; Trưởng ban: Trung tá Nguyễn Nhật Hùng
- Khoa Dược (C9); Chủ nhiệm khoa: Thượng tá Nguyễn Văn Thuận
- Khoa Trang bị (C10); Chủ nhiệm khoa: Thượng tá Phạm Đăng Quỳnh
- Ban Hợp tác Quốc tế/Phòng TM-HC; Trưởng ban: Trung tá Nguyễn Thị Ngọc Dung

### Khối nội, khối ngoại & khối cận lâm sàng
| Khối nội | Khối nội | Khối ngoại | Khối ngoại | Khối cận lâm sàng | Khối cận lâm sàng          |
| --- | --- | --- | --- | ----------------- | -------------------------- |
| Viện Ung bướu và Y học hạt nhân: Khoa Điều trị Ung bướu (A20.1); Khoa Y học Hạt nhân (A20.2); Khoa Hóa trị (A20.3); Khoa Xạ trị (A20.4); Khoa Chăm sóc Giảm nhẹ (A20.5) | Viện Ung bướu và Y học hạt nhân: Khoa Điều trị Ung bướu (A20.1); Khoa Y học Hạt nhân (A20.2); Khoa Hóa trị (A20.3); Khoa Xạ trị (A20.4); Khoa Chăm sóc Giảm nhẹ (A20.5) | Viện Chấn thương Chỉnh hình: Khoa Chi trên (B1a); Khoa Chi dưới (B1b); Khoa Y học Thể thao (B1c); Khoa Bỏng và Tạo hình (B1h) | Viện Chấn thương Chỉnh hình: Khoa Chi trên (B1a); Khoa Chi dưới (B1b); Khoa Y học Thể thao (B1c); Khoa Bỏng và Tạo hình (B1h) | Khoa khám bệnh C1 | Khoa khám bệnh C1          |
| A1 | Khoa Điều trị cán bộ cao cấp Quân đội | B2 | Khoa Ngoại Tiết Niệu | C1-3              | Khoa Cấp Cứu Lưu           |
| A2 | A2.1 Khoa Tim Mạch Khớp Nội tiết A2.2 Khoa can thiệp tim mạch | B3 | Khoa Ngoại bụng | C2                | Khoa Huyết học             |
| A3 | Khoa Nội tiêu hóa | B4 | Khoa Ngoại lồng ngực | C3                | Khoa Sinh hóa              |
| A4 | Khoa Truyền Nhiễm | B5 | Khoa Gây mê hồi sức | C4                | Khoa Vi Sinh vật           |
| A5 | Khoa Lao và Bệnh phổi | B6 | Khoa Ngoại Thần kinh | C5                | Khoa Giải phẫu Bệnh lý     |
| A6 | Khoa Tâm thần | B7 | Khoa Mắt | C7                | Khoa Chẩn đoán Chức năng   |
| A7 | Khoa Nội Thần kinh | B8 | Khoa Hàm Mặt | C8                | Khoa Chẩn đoán Hình ảnh    |
| A8 | Khoa Da Liễu - Dị ứng | B9 | Khoa Tai Mũi Họng | C11               | Khoa Dinh dưỡng            |
| A9 | Khoa Nhi | B10 | Khoa Răng | C12               | Khoa Kiểm soát Nhiễm khuẩn |
| A10 | Khoa Y học Cổ truyền | B11 | Khoa Phụ sản | C16               | Khoa Tiếp huyết            |
| A11 | Khoa Chăm sóc bảo vệ sức khỏe cán bộ TW | A12.1 | Khoa Hồi sức Tích cực |                   |                            |
| A14 | Khoa Lọc máu | A12.2 | Khoa Hồi sức Ngoại |                   |                            |
| A15 | Khoa Nội Thận | | |                   |                            |
| A16 | Khoa Quốc tế | | |                   |                            |
| A25 | Khoa Bệnh nghề nghiệp và huyết học lâm sàng | | |                   |                            |
| A26 | Khoa Vật lý trị liệu - Phục hồi chức năng | | |                   |                            |

## Giám đốc qua các thời kỳ
- Đỗ Hoài Nam, Thiếu tướng (1990)
- Nguyễn Văn Hoàng Đạo Thiếu tướng (2000)
- Nguyễn Phục Quốc, Thiếu tướng (2008)
- Nguyễn Hồng Sơn, Thiếu tướng, Phó Giáo sư, Tiến sĩ, Thầy thuốc Nhân dân (2013)
- Trần Quốc Việt, Thiếu tướng, Tiến sĩ, Thầy thuốc Nhân dân (2022)

## Chính ủy và Phó Giám đốc Chính trị qua các thời kỳ
- 2006-2013, Nguyễn Văn Bính, Thiếu tướng (2007)
- 2013-2015, Hoàng Thanh Bình, Thiếu tướng, nguyên Phó Giám đốc Bệnh viện
- 2015-nay, Nguyễn Thành Đức, Đại tá, nguyên Phó Giám đốc Bệnh viện

## Các tướng lĩnh tiêu biểu khác
Thiếu tướng, PGS.TS.TTND Nguyễn Hồng Sơn

## Khen thưởng
- Danh hiệu Anh hùng Lực lượng vũ trang Nhân dân (lần thứ nhất, 1989)[4]
- Huân chương Độc lập hạng Nhất (2015)[4]
- Danh hiệu Anh hùng lực lượng vũ trang Nhân dân (lần thứ hai, 2020)
- Huân chương Chiến công hạng Nhất (2022)